# تلویزیون وضوح بسیار بالا

مقایسهٔ تفکیک‌پذیری یواچ‌دی‌تی‌وی در مقایسه با قالب‌های اچ‌دی و اس‌دی

تلویزیون وضوح بسیار بالا (به انگلیسی: Ultra High Definition Television) (یا یواچ‌دی‌تی‌وی، ۴۳۲۰پی، و ۸کی) (به انگلیسی: UHDTV, 4320p, and 8K)، قالبی پیش‌نهادی برای ویدیوی دیجیتال است که از سوی آزمایشگاه‌های تحقیقاتی دانش و تکنولوژی ان‌اچ‌کی مطرح شد. تفکیک‌پذیری آن حدود ۱۶برابر پیکسل‌های تلویزیون وضوح بالا است که آن را تقریباً با سطح جزئیات آی‌مکس یکی می‌کند.
درحال حاضر سونی ، ال جی و سامسونگ این تلویزیون با این تکنولوژی را به بازار عرضه کرده‌اند. این تلویزیونها با داشتن بالاترین جزئیات تصویر، بهترین تجربه تماشای تصویر را ایجاد می‌کند.
ان‌اچ‌کی از این قالب ویدئویی با عنوان سوپر های‌ویژن حمایت می‌کند.

## نگارخانه

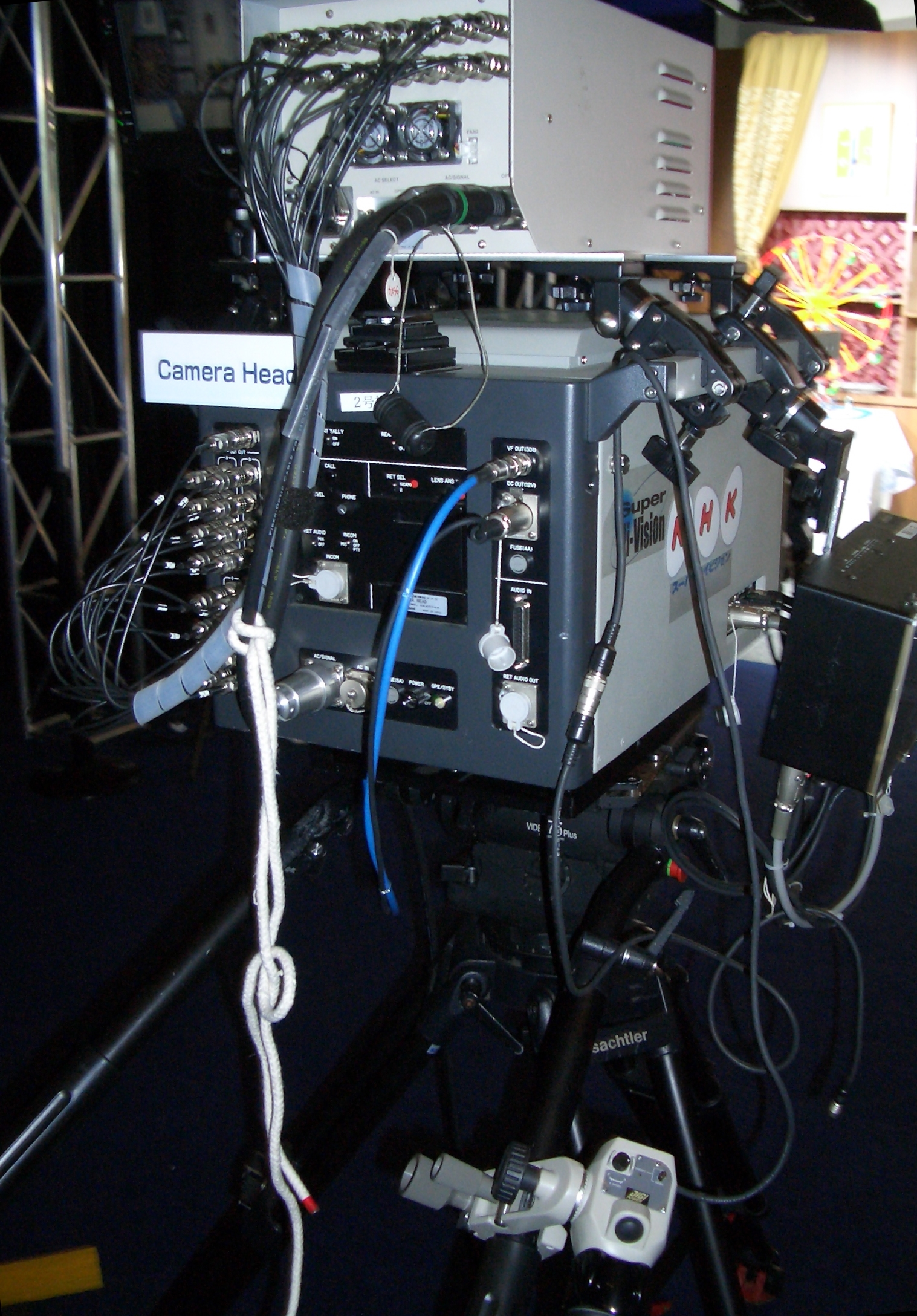
نمونه اولیه سر دوربین (۲۰۰۶)
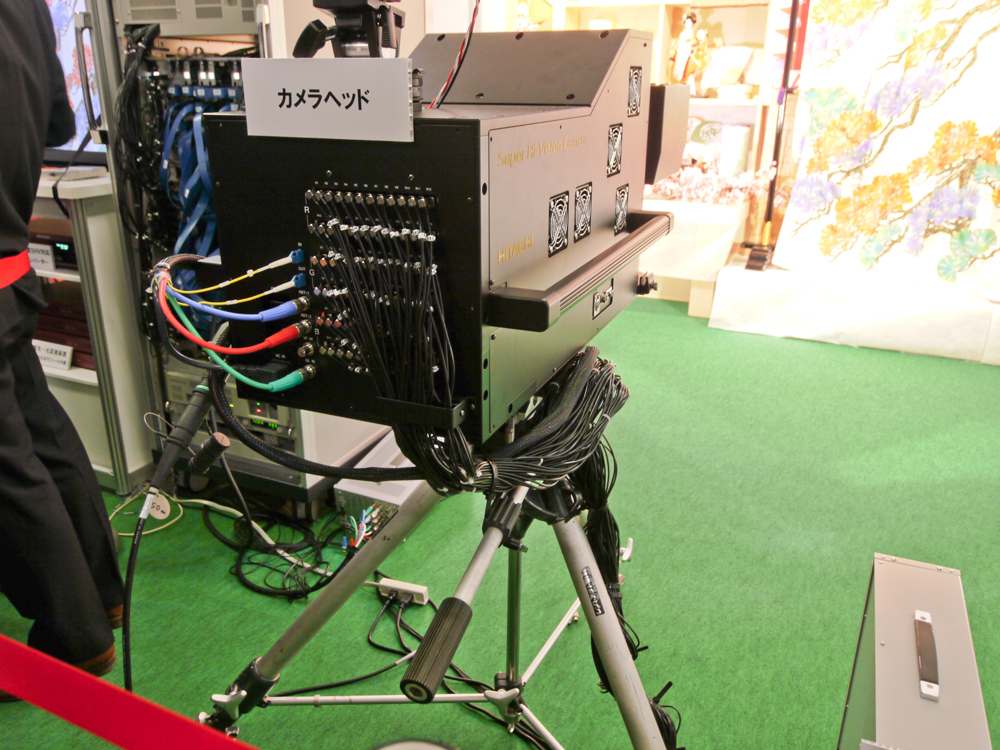
نمونه اولیه سر دوربین (۲۰۰۹)